# Виктор Скоробогатов
Виктор Иванович Скоробогатов (на руски: Виктор Иванович Скоробогатов) е руски офицер, генерал-лейтенант. Участник в Руско-турската война (1877 – 1878).

## Биография
Виктор Скоробогатов е роден на 4 ноември 1856 г. в Полтавска губерния в семейството на потомствен дворянин. Ориентира се към военното поприще и завършва Полтавския кадетски корпус и Михайловското артилерийско училище (1873, 1876). Произведен е в първо офицерско звание подпоручик с назначение в 9-а артилерийска бригада.
Участва в Руско-турската война (1877 – 1878). Бие се храбро в състава на 3-та батарея от 9-а артилерийска бригада при десанта на река Дунав при Зимнич-Свищов. Отличава се при овладяването на Ловеч на 22 август 1877 г. Награден е за проявена храброст с орден „Света Ана“ IV степен (1877).
След войната служи в крепостния отдел на офицерската артилерийска школа (1890 – 1904). Завършва Михайловската артилерийска академия и е повишен във военно звание генерал-майор от 17 април 1905 г. Назначен е за командир на Либавската крепостна артилерия и началник на Главния артилерийски полигон (1904, 1908). Излиза в оставка с повишение във военно звание генерал-лейтенант през 1912 г.
Участва в Гражданската война в Русия в състава на Бялата армия. След поражението емигрира в България (1920). Автор е на спомени, в които описва личното си участие и впечатления от Руско-турската война (1877 – 1878).
Умира на 24 март 1930 г. в София.